# Perro fiel
Perro fiel è un singolo della cantante colombiana Shakira, terzo estratto dall'album El Dorado. Il brano, in collaborazione con Nicky Jam, è stato diffuso dalle radio italiane a partire dal 29 settembre 2017, mentre il videoclip ufficiale è stato pubblicato il 15 settembre.

## Descrizione
La traccia segna la prima collaborazione tra i due artisti sudamericani ed è una re-interpretazione del brano "Solo una noche" dello stesso Nicky Jam. Il brano originale venne escluso dal disco "Fenix", e proposto successivamente a Shakira, la quale accettò di cantarlo e lo reinventò.

## Video musicale
Il videoclip è stato girato il 27 luglio 2017 a Barcellona e diretto da Jaume de Laiguana. Mostra i due artisti in una zona industriale, in mezzo ad una gara di motociclette. Altre scene del video mostrano Shakira con un vestito rosso, accompagnata da dei cani siberiani, e successivamente dipinta di oro, con un vestito dorato. Di particolare rilievo è il look utilizzato dalla cantante nelle scene con Nicky Jam, ovvero capelli rossi e lunghi, un look usato già nell'anno 2000 e durante la registrazione dell'"MTV Unplugged".

## Tracce
1. Perro fiel (feat. Nicky Jam) – 3:16

## Formazione
- Shakira - voce, produzione, composizione[13]
- Nicky Jam - voce, produzione, composizione
- Dave Clauss - ingegnere, missaggio
- Saga WhiteBlack - ingegnere, missaggio, registrazione, produzione
- Whistle - missaggio
- Cristhian Mena - composizione
- Juan Medina - composizione

## Curiosità
- Nella canzone compaiono varie muscle car, una in particolare è una Chevrolet Camaro gialla a strisce nere, probabile riferimento al robot Bumblebee del film Transformers.